# Velyki Mosty
Velyki Mosty (em ucraniano:  Великі Мо́сти; em polonês/polaco:  Mosty Wielkie; em hebraico:  מוסט רבתי) é uma cidade da Ucrânia, situada no Oblast de Leópolis. Tem 0,8 km² de área e sua população em 2020 foi estimada em 6.312 habitantes.